# Khami
Khami var en by i det sydlige Afrika, i det som nu udgør vest- og central-Zimbabwe. Khami ligger 22 km vest for byen Bulawayo, der er provinshovedstad i provinsen Matabeleland North. Ruinerne af Khami er i dag et nationalmonument i Zimbabwe, og har siden 1986 også stået på UNESCOs verdensarvliste.
Khami var hovedstad for Torwadynastiet som herskede i området fra 1450-1683. Byen blev i 1683 okkuperet og ødelagt af en oprørshær fra Munhumutapastammen, ledet af Changamire Dombo. Efter alt at dømme har der ikke været nogen bosætning i byen efter dette, og det efterfølgende Rozvidynasti etablerede sig med sin nye hovedstad i Dhlo-Dhlo (Danamombe).
Byen havde syv højtliggende områder beregnet på kongelige, og åbne områder i dalen som var beregnet på andre indbyggere. Ruinerne omfatter et kongeligt tilflugtssted, et kors som antages placeret der af samtidige missionærer, indhegninger og en støttemur. Muren er dekoreret i rudemønster.
Byplanen er en videreudvikling fra Great Zimbabwe, som var den forudgående regionale hovedstad.

## Eksterne kilder og henvisninger
- Pictures of Khami Ruins,Bulawayo Zimbabwe
- Trail Guide of Khami Ruins,Bulawayo Zimbabwe